# De-Haas-van-Alphen-Effekt
In der Festkörperphysik beschreibt der De-Haas-van-Alphen-Effekt gewisse Änderungen der magnetischen Eigenschaften eines Metalls bei einem angelegten statischen Magnetfeld. Er ist sehr nützlich bei Detailuntersuchungen der elektronischen Bandstruktur.
Nach der theoretischen Vorhersage durch Landau im Juni 1930 wurde der Effekt erstmals im Dezember 1930 von Wander Johannes de Haas und Pieter Martinus van Alphen bei Bismut beobachtet; seine Bedeutung für Bandstrukturuntersuchungen wurde aber erst 1952 von Lars Onsager erkannt. Bei tiefen Temperaturen und sehr reinen Proben wird eine Schwankung der magnetischen Suszeptibilität als Funktion des angelegten Magnetfelds beobachtet: Als Funktion der inversen Feldstärke zeigt die magnetische Suszeptibilität eine Überlagerung periodischer Oszillationen.

## Erklärung
Das angelegte Magnetfeld übt eine Lorentzkraft auf die Leitungselektronen aus, was zu einer Änderung der elektronischen Zustandsdichte führt: In einer semiklassischen Beschreibung lässt sie sich dadurch erklären, dass wegen der Lorentzkraft die kinetische Energie der Bewegungskomponente senkrecht zur Feldrichtung quantisiert wird. Dadurch kommt es zur Aufspaltung in sogenannte Landau-Niveaus. Entscheidend für die meisten elektronischen Eigenschaften eines Metalls ist die Zustandsdichte in der Umgebung der Fermi-Energie. Es lässt sich zeigen, dass die Zustandsdichte bei der Fermi-Energie singulär wird (und daher den dominierenden Beitrag liefert), wenn ein extremaler Elektronenorbit (senkrecht zur Feldrichtung) auf der Fermi-Fläche die Quantisierungsbedingung erfüllt, welche durch das Magnetfeld erzwungen wird. Unter einem „extremalen Orbit“ ist hierbei eine geschlossene Elektronenbahn mit minimaler oder maximaler eingeschlossener Fläche zu verstehen. Die Quantisierungsbedingung für eine extremale Elektronenbahn wird für verschiedene Feldstärken erfüllt; dabei ist die Differenz der Inversen zweier benachbarter Feldstärken, bei denen die Quantisierungsbedingung erfüllt ist, eine Konstante. Sie hängt im Wesentlichen von der Fläche {\displaystyle S} ab, die von dem extremalen Elektronenorbit eingeschlossen ist:
{\displaystyle \Delta \left({\frac {1}{B}}\right)={\frac {2\pi e}{\hbar S}}}
Somit sollten alle physikalischen Größen (insbesondere die magnetische Suszeptibilität), die von der Zustandsdichte bei der Fermi-Energie abhängen, magnetfeldabhängige Oszillationen aufweisen, die als Funktion von 1/H periodisch sind. Darunter fallen Oszillationen der elektrischen Leitfähigkeit (Quanten-Hall-Effekt und Schubnikow-de-Haas-Effekt), der Magnetostriktion (Änderung der Probenabmessung) und anderen Größen. Die Zahl der überlagerten Oszillationen entspricht der Zahl von extremalen, senkrecht zur Feldrichtung orientierten Orbits auf der Fermi-Fläche.
Betrachtet man eine in 1/B oszillierende Größe (beispielsweise das magnetische Moment einer Probe am absoluten Nullpunkt) für Magnetfelder {\displaystyle {\vec {B}}} gleicher Richtung, aber unterschiedlicher Stärke, so kann man die Periode {\displaystyle \Delta \left({\frac {1}{B}}\right)} der Oszillation bestimmen. Wegen {\displaystyle \Delta \left({\frac {1}{B}}\right)={\frac {2\pi e}{\hbar S}}} kann auf die Fläche {\displaystyle S} geschlossen werden, die von dem auf der Fermi-Fläche lebenden extremalen Orbit umschlossen wird. Die extremale Bahn (und damit auch die Fläche S) steht senkrecht zum Magnetfeld {\displaystyle {\vec {B}}}. Durch Abtasten verschiedener Richtungen kann somit die Fermi-Fläche rekonstruiert werden.

## Experimente
Eine Möglichkeit zur Beobachtung des De-Haas-van-Alphen-Effekts ist die präzise Messung von Änderungen des magnetischen Moments der Probe mit einer Torsionswaage.
Bei einer anderen Methode, die insbesondere für Untersuchungen bei starken Magnetfeldern {\displaystyle B(t)} geeignet ist, befindet sich die Probe in einer Spule, und es wird die bei einer schnellen Magnetfeldänderung induzierte Spannung gemessen. Mithilfe der gemessenen Induktionsspannung {\displaystyle u(t)}, sowie dem zeitlich aufgelösten Induktionsstrom {\displaystyle i(t)} kann man die Induktivität {\displaystyle L} der Spule bestimmen.
{\displaystyle u=L{\frac {\mathrm {d} i}{\mathrm {d} t}}\,}
Über den funktionalen Zusammenhang der Induktivität kann man nun nach {\displaystyle \mu _{r}} auflösen, womit man die magnetische Suszeptibilität {\displaystyle \chi _{m}=\mu _{r}-1} erhält.